# Tubulophone

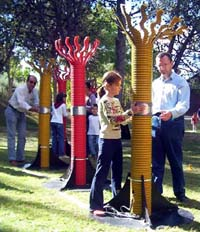
Tubulophones à Saragosse (Espagne, octobre 2004).

Le Tubulophone est un instrument de musique interactif inventé en 1993 par Jean-Robert Sédano.

## Description
Le tubulophone est à la fois un instrument de musique électronique numérique et un ensemble de sculptures musicales interactives inventé en 1993 par le musicien et programmeur Jean-Robert Sédano, né en 1956. Destinés à des improvisations musicales collectives, les tubulophones sont généralement présentés par groupe de huit. Chaque instrument est constitué d’un tube vertical de deux mètres de hauteur, posé sur un socle circulaire  et terminé soit par un cornet acoustique, soit par une embouchure évasée évoquant les branches d’un arbre. Des capteurs tactiles en aluminium placés à mi-hauteur sur le tube permettent au joueur d’y placer les mains et de produire les sons. 

## Principe
Les capteurs tactiles destinés aux mains des joueurs sont les électrodes d’un ohmmètre qui mesure la résistance électrique de la peau humaine. Ces données varient suivant la surface de peau appliquée mais aussi en fonction de chaque personne. En effet l’humidité, l’épaisseur de la couche cutanée sont très différentes d’un individu à un autre. De plus la résistance électrique de la peau varie aussi en fonction de l’humeur ou des émotions de la personne. Cette propriété est notamment utilisée pour la réalisation de détecteurs de mensonges ou de matériel de relaxation utilisant le « biofeedback ». Les données provenant des capteurs sont  traitées par une série de convertisseurs analogiques - numériques et associées dans un programme informatique à des commandes MIDI (Musical Instrument Digital Interface). Des synthétiseurs ou échantillonneurs contiennent les sons préparés à l’avance qui sont aussitôt diffusés par le haut-parleur de chaque tubulophone. Cet enchaînement d’opérations logiques est cependant transparent pour l’utilisateur qui ne perçoit que le résultat sonore de son jeu tactile.
Les sons produits par chaque tubulophone dépendent de la composition virtuelle prédéfinie dans le programme informatique, des actions de chaque joueur et des caractéristiques de sa peau. Chaque tubulophone peut générer un paysage sonore qui lui est propre, à base des sons naturels, de voix, de sons instrumentaux ou  électroniques.

## Utilisation musicale et sociale
Les tubulophones ont  été conçus comme une installation sonore ludique à l’usage collectif. La facilité du jeu avec les sons qui peuvent être maîtrisés autant par des enfants que des adultes sans apprentissage préalable, dans un esprit de découverte et d’expérience est la motivation première de son auteur. Ce goût pour une expérimentation sociale et conviviale par le biais d’installations sonores interactives se retrouve dans les autres créations de Jean-Robert Sédano et Solveig de Ory: Le Cube, La Ronde, Tableaux Sonores, Hop’ Music, Guéridons Musicaux, Moulins à Paroles, Musique dans le noir.
De par leur destination collective, les tubulophones ne sont pas vendus à des particuliers, mais à des festivals, des villes ou des espaces publics.

## Histoire
La première présentation publique eut lieu à Orléans au cours de la « Science en Fête », sur la place du Martroi le 5 juin 1993. L'installation fut présentée ensuite dans plus de cent villes en France et en Europe, dans les Caraïbes et en Guyane française.
La première version fut détruite dans un accident de la route et remplacée par une nouvelle série en 2002. Les cornets de résine furent transformés en branches souples au sommet de chaque tube.
Une troisième version fut créée en décembre 2005 à Cayenne en Guyane, dans une esthétique inspirée de l’art Tembé, aux couleurs vives et aux formes géométriques.